# Camille
Camille är både ett kvinnonamn och ett mansnamn. Det är den franska formen av de latinska namnen Camilla och Camillus.
Den 31 december 2014 fanns det totalt 171 kvinnor och 76 män folkbokförda i Sverige med namnet Camille, varav 97 kvinnor och 36 män bar det som tilltalsnamn.
Namnsdag saknas i Sverige.

## Personer med namnet Camille
- Camille Claudel, fransk skulptör
- Camille Corot, fransk målare
- Camille Desmoulins, fransk revolutionär
- Camille Flammarion, fransk astronom
- Camille Ghazala, irakisk generalkonsul
- Camille Jordan (matematiker), fransk matematiker
- Camille Paglia, amerikansk kulturkritiker
- Camille Pissarro, fransk målare
- Camille Saint-Saëns, fransk tonsättare